# Мавзолей Нізамуддіна
Мавзолей Нізамуддіна (гінді निज़ामुद्दीन दरगाह) — мавзолей (дарга) одного з найвідоміших суфійських святих Нізамуддіна Аулії, розташований в делійському районі Нізамуддін-Вест. Щоденно його відвідують тисячі мусульман та багато туристів та мешканців міста інших релігій. Поруч з мавзолеем знаходяться гробниці Аміра Хосрова, Джехана Ара Беґума і Інаят Хана.